# Hexatoma (Eriocera) hendersoni
Hexatoma (Eriocera) hendersoni is een tweevleugelige uit de familie steltmuggen (Limoniidae). De soort komt voor in het Oriëntaals gebied.